# 탄자니아 요리

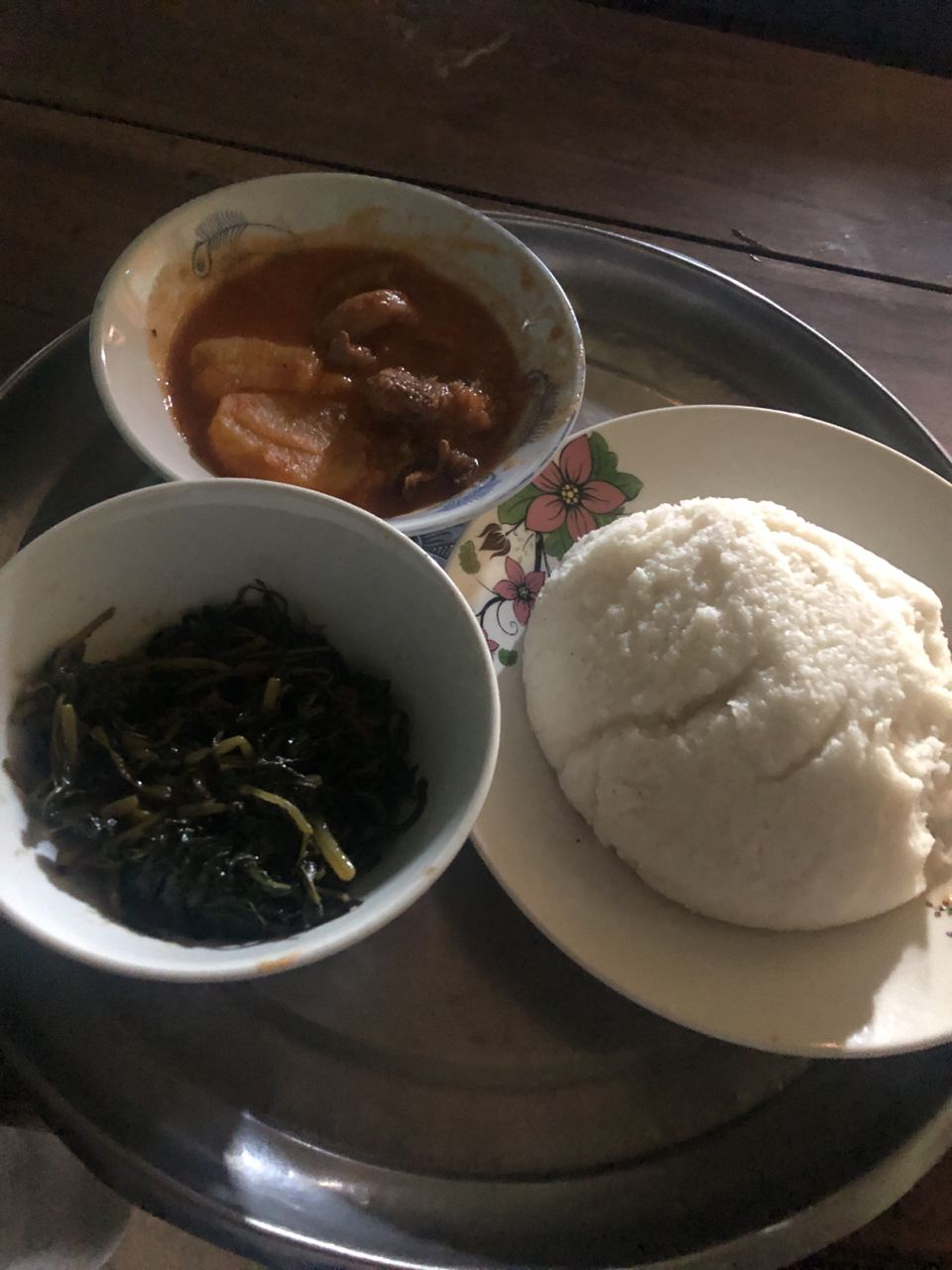
우갈리, 채소, 고기 스튜

탄자니아 요리(Tanzania 料理, 영어: Tanzanian cuisine 탠저니언 퀴진[*], 스와힐리어: vyakula vya Kitanzania 뱌쿨라 뱌 키탄자니아)는 동아프리카 대호수 지역에 있는 탄자니아의 요리이다.

## 같이 보기
- 아프리카 요리
- 잔지바르 요리